# Listringen
Listringen ist ein Ortsteil der Stadt Bad Salzdetfurth in Niedersachsen und liegt im Landkreis Hildesheim, etwa 10 km südöstlich von Hildesheim, im Harzvorland. Die Landeshauptstadt Hannover ist in etwa 30 km nordwestlicher Richtung. Das Dorf liegt oberhalb des Flusstales der Innerste. Nördlich des Ortes befindet sich eine der fruchtbarsten Regionen Deutschlands, die Hildesheimer Börde.

## Geschichte
Die erste urkundliche Erwähnung des Dorfes Listringen, welches einst zum Flenithigau gehörte, findet sich zwischen 1175 und 1178 in der Schenkungsurkunde des Bischofs Adelog von Hildesheim an Adelheid, der Witwe des Vicedominus Konrad II. von Wassel.
Außer dem Gut Heinde, welches sie als Witwensitz bekam, wurde sie mit einem Hof von 6 Hufen Land in Listringen, dem Zehnten und einer Mühle auf Lebenszeit belehnt. Diese Schenkung schuf eine bis in heutige Zeit reichende Verbindung zwischen den Dörfern Listringen und Heinde. Das Geschlecht derer von Wallmoden wurde durch Erbschaft Eigentümer des Gutes zu Heinde, nachdem bis ins 14. Jahrhundert hinein geistliche und weltliche Lehnsherren den Besitz der Ländereien und Stellen wechselten. Bis 1550 wurde aller Grundbesitz in Listringen und Heinde von den Brüdern von. Wallmoden zurück erworben.
Die Gemeinde Listringen war ursprünglich in Heinde eingepfarrt. Im Jahre 1450 baute Thedel von Wallmoden, welcher Listringen „mein Dorf“ nannte, auf dem Erbgut seines Vaters eine Kapelle, die dem Hl. Georg geweiht wurde. Der Pfarrer von Heinde musste wöchentlich eine Messe darin abhalten.
1804 wurde von Graf Ludwig von Wallmoden-Gimborn die heutige Kapelle erbaut. Auf dem Türsturz ist als Sinnbild der Ewigkeit ein Schlangenring eingemeißelt, in dem sich ein Auge, von der dreieckigen Strahlenglorie umgeben, befindet. An die alte Kapelle erinnern noch die von Henning Lampe in Hildesheim 1645 gegossene Glocke mit dem Bildnis des Drachentöters St. Georg und ein Taufstein aus dem Jahre 1589.
Über die Herkunft des Ortsnamens, der die Variationen Linstringh und Listringhe umfasst, ist nichts Genaues bekannt. Der Volksmund berichtet, dass einst hier eine Schlacht stattgefunden habe, wo bei Heersum die Heere lagerten, um bei Listringen „mit List zu ringen“. Einer anderen Lesart nach hatten die Herren von Heinde dort ihren Turnierplatz und „taten mit Lust ringen“. Der Name des kleinen Wäldchens Papenlah wird als „Papenlager“ gedeutet, als 1632 Gottfried Heinrich Graf zu Pappenheim Hildesheim belagerte.
Die Gerichtsstätte des Dorfes, der Thie, war im ehemaligen Schulgarten westlich der Kirche. Hier lagen unter hohen Eichen große Steine, die als Sitzplätze dienten. Sollte eine Versammlung stattfinden, wurde die Glocke der Georgskapelle geläutet.
Eine alte Sage berichtet, dass in vergangenen Zeiten bei Listringen ein „Gesundbrunnen“ gewesen sei. Viele Kranke fanden dort Heilung. Für den Heiltrank durfte aber keinerlei Bezahlung gefordert werden. Als nun ein reicher Mann von seiner Krankheit genas, verlangte man ihm eine Summe Geldes ab und am anderen Tage war die Quelle versiegt. Dieser Gesundbrunnen wird die Schwefelquelle nahe der Papenlah gewesen sein.
Das erste Schulhaus ist 1737 erbaut worden. Es enthielt eine Stube und drei Kammern. Die Wohnstube diente zugleich als Schulstube. Der Lehrer hatte außer dem Schuldienst noch Katechismuslehre, Betstunden und Christkirche zu halten, die Betglocke zu ziehen, Ernteschauer zu läuten, die Kirche zu reinigen und den Gang der Turmuhr zu überwachen.
1848 geschah die Verkoppelung der Feldmark. 1858 wurde das heutige Schulgebäude neu gebaut und im November 1917 erhielt es eine elektrische Lichtanlage. Zehn Jahre später ergab die Viehzählung 39 Vieh haltende Haushaltungen mit 40 Pferden, 121 Kopf Rindvieh, 165 Schweinen, 36 Ziegen, 566 Hühnern, 12 Bienenstöcken und 168 Schafen. Diese Statistik zeigt, dass Listringen früher ein Bauerndorf war mit von der Landwirtschaft abhängigen Handwerkerbetrieben, wie Sattlerei, Schmiede, Stellmacherei und Tischlerei. Maurer betätigten sich zur Winterzeit als Hausschlachter. Alle Handwerker bewirtschafteten zusätzlich ihr eigenes Ackerland.
Dieses Dorfbild hat sich im Laufe der Jahre geändert. Die Schulstube ist als Dorfgemeinschaftsraum umgestaltet, weil die Schule 1965 geschlossen worden ist. Die Schulchronik, weiche 1877 begann, liegt im Rathaus der Stadt Bad Salzdetfurth, die neben anderen Dörfern auch Listringen eingemeindet hat. Der letzte Lehrer des Dorfes war auch sein letzter Chronist.
An die Handwerker erinnert ein Straßenname. Die Bauernhöfe werden z. T. im Nebenerwerb bewirtschaftet, und die Arbeitsstätte der meisten Einwohner liegt nicht im Dorf, wie früher.
Am 1. März 1974 wurde Listringen in die Stadt Bad Salzdetfurth eingegliedert.

## Religion

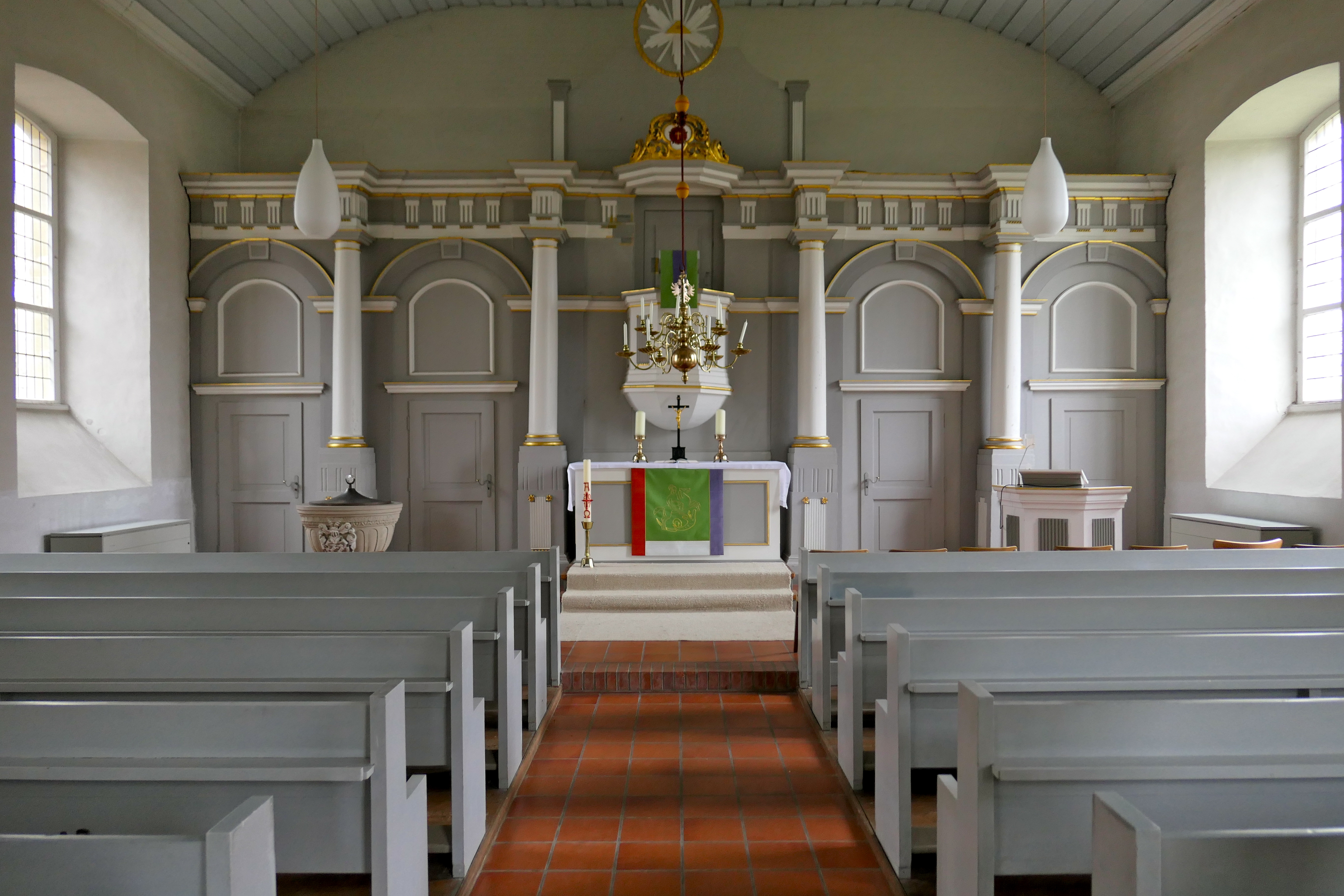
Innenansicht der St.-Georgs-Kapelle

Die Evangelisch-lutherische Kirchengemeinde Heinde-Listringen wurde zum 1. Januar 2011 mit der Kirchengemeinde Lechstedt zur neuen Kirchengemeinde „Innerstetal“ in Bad Salzdetfurth zusammengelegt. Sie gehört zum Kirchenkreis Hildesheimer Land-Alfeld (Sprengel Hildesheim-Göttingen) der hannoverschen Landeskirche.

## Politik
Ortsvorsteher ist Karl-Heinrich Klages (CDU).

## Kultur und Sehenswürdigkeiten
- Die St.-Georgs-Kapelle ließ Ludwig Graf von Wallmoden-Gimborn im Jahr 1804 errichten.
- Das heutige Schulgebäude wurde im Jahr 1858 neu gebaut. Die Schule wurde 1965 geschlossen.

## Wirtschaft und Infrastruktur

### Öffentliche Einrichtungen
Die Freiwillige Feuerwehr Listringen wurde 1906 gegründet.

### Verkehr
Listringen liegt an der L 499 zwischen Heinde und Heersum. In etwa 5 km Entfernung sind die Autobahnauffahrt Derneburg und die Autobahnraststätte Hildesheimer Börde Es gibt weiterhin eine Buslinie nach Hildesheim und nach Bad Salzdetfurth.